# Spanair-Flug 5022
Koordinaten: 40° 31′ 49,1″ N, 3° 34′ 11″ W
Flug JK 5022 war ein Linienflug der spanischen Fluggesellschaft Spanair, auf dem am 20. August 2008 die eingesetzte McDonnell Douglas DC-9-82 (MD-82) beim Start auf dem Flughafen Madrid-Barajas nach einer Fehlkonfiguration der Auftriebshilfen verunglückte. Von den 172 Menschen an Bord kamen 154 ums Leben.
Der Flug, der nach Las Palmas de Gran Canaria führen sollte, wurde im Codesharing mit der Lufthansa durchgeführt und trug zusätzlich deren Flugnummer LH 2554.

## Fluggerät
Bei dem verunglückten Flugzeug handelte es sich um eine McDonnell Douglas DC-9-82 (MD-82), welche mit zwei Triebwerken vom Typ Pratt & Whitney JT8D-219 ausgestattet war. Das Flugzeug mit der Seriennummer 53148/2072 absolvierte seinen Erstflug am 1. November 1993 und wurde am 18. November 1993 an Korean Air ausgeliefert. Seit Juli 1999 flog es für Spanair mit dem Luftfahrzeugkennzeichen EC-HFP. Zum Zeitpunkt des Unfalls trug die Maschine eine Star-Alliance-Sonderbemalung.

## Verlauf

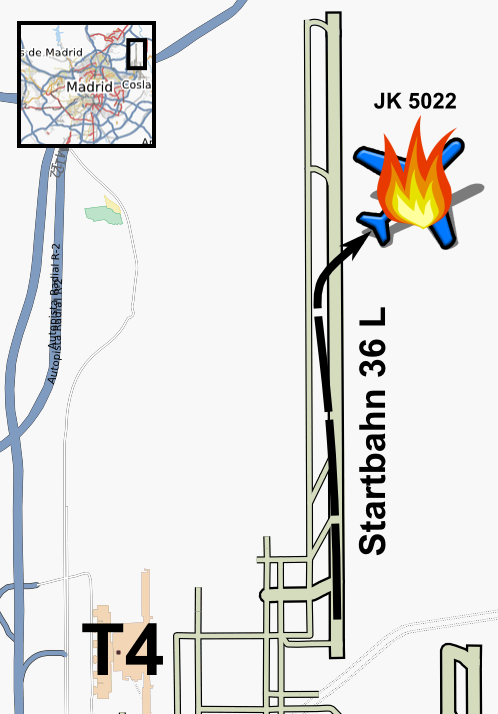
Skizze der Unfallstelle

Der Unfall ereignete sich um 14:24 Uhr (MESZ) bei klaren Wetterverhältnissen. Unmittelbar nach dem Abheben brach das Flugzeug in geringer Höhe seitlich aus, schlug rechts von der Startbahn auf dem Gelände auf und brannte aus.
Von den 166 Passagieren kamen 148 ums Leben, ebenso wie alle 6 Besatzungsmitglieder. Die übrigen 18 Passagiere wurden teils schwer verletzt. Unter den Toten befanden sich neben spanischen Staatsbürgern auch 19 Personen aus neun weiteren Nationen, darunter 5 Personen aus Deutschland, 2 aus Frankreich sowie jeweils 1 Person aus Bulgarien, Brasilien, Gambia, Indonesien, Italien, Mauretanien und der Türkei.
Es war der erste große Flugunfall in Spanien seit dem Unfall auf dem Flug 610 der Iberia in Bilbao am 19. Februar 1985.
Der Absturz der Maschine wurde durch eine auf die Startbahn gerichtete Überwachungskamera des Flughafens Madrid-Barajas aufgenommen.
Das Flugzeug hatte rund eine Stunde vor dem fatalen Start an der Pistenschwelle die erste Startfreigabe bekommen. Das Flugzeug kehrte jedoch wegen einer irregulären Temperaturanzeige wieder auf die Standflächen des Flugplatzes zurück.
Die spanische Tageszeitung ABC berichtete, dass Passagiere nach einer Rückkehr auf eine Standfläche und der folgenden Checks das Flugzeug hatten verlassen wollen. Die kommunizierten „technischen Schwierigkeiten“, welche für die Verspätung verantwortlich waren, seien vor dem Start behoben worden.

## Untersuchungen
Am 20. August 2008 gab die Ministerin für Infrastruktur Magdalena Álvarez eine erste Stellungnahme ab. Ihrem Ministerium untersteht auch die spanische Untersuchungsbehörde für Flugunfälle Comisión de Investigación de Accidentes e Incidentes de Aviación Civil. Dabei bestätigte sie, dass das Flugzeug kurz nach dem Start nach rechts ausbrach und danach verunglückte. Sie bestätigte ebenfalls, dass Unfallexperten die beiden Flugschreiber geborgen haben, wovon einer beschädigt sei, und dass es keinerlei Anzeichen für einen Terroranschlag gebe.
Die Auswertung der Flugschreiber ergab, dass die Auftriebshilfen des Flugzeuges beim Start nicht auf Startstellung ausgefahren waren. Der dafür vorgesehene Alarmton war während der gesamten CVR-Aufzeichnung nicht wahrnehmbar. Die in Darstellungen diverser Medien genannten und von den Piloten während des Startlaufs angeblich ignorierten Alarme stammen vom nach dem Abheben aktiv werdenden Stall- bzw. Ground Proximity Warning System. Eine Fehlfunktion der Triebwerke oder ein Triebwerksbrand war bei dieser Auswertung nicht zu erkennen. Die Ermittlungen zum endgültigen Unfallbericht dauerten bis 2010.
Nach dem am 29. Juli 2011 veröffentlichten Abschlussbericht war die Unfallursache die, dass die Besatzung unmittelbar nach dem Start die Kontrolle über das Flugzeug verloren hat. Das Flugzeug war nicht richtig für den Start konfiguriert, da die Auftriebshilfen nicht ausgefahren waren.

## Reaktion der europäischen Flugaufsichtsbehörde
Als Folge des Unfalls mussten europäische Fluggesellschaften neue Sicherheitschecks vor dem Start durchführen. Betroffen waren seinerzeit rund 180 Maschinen des Herstellers McDonnell-Douglas und damit hauptsächlich Spanair, Alitalia und SAS Scandinavian Airlines als größte Betreiber. Ab März 2014 waren bei Alitalia und SAS Scandinavian Airlines keine Maschinen des Typs mehr im Einsatz, Spanair hat Ende Januar 2012 den Flugbetrieb komplett eingestellt.

## Andenken

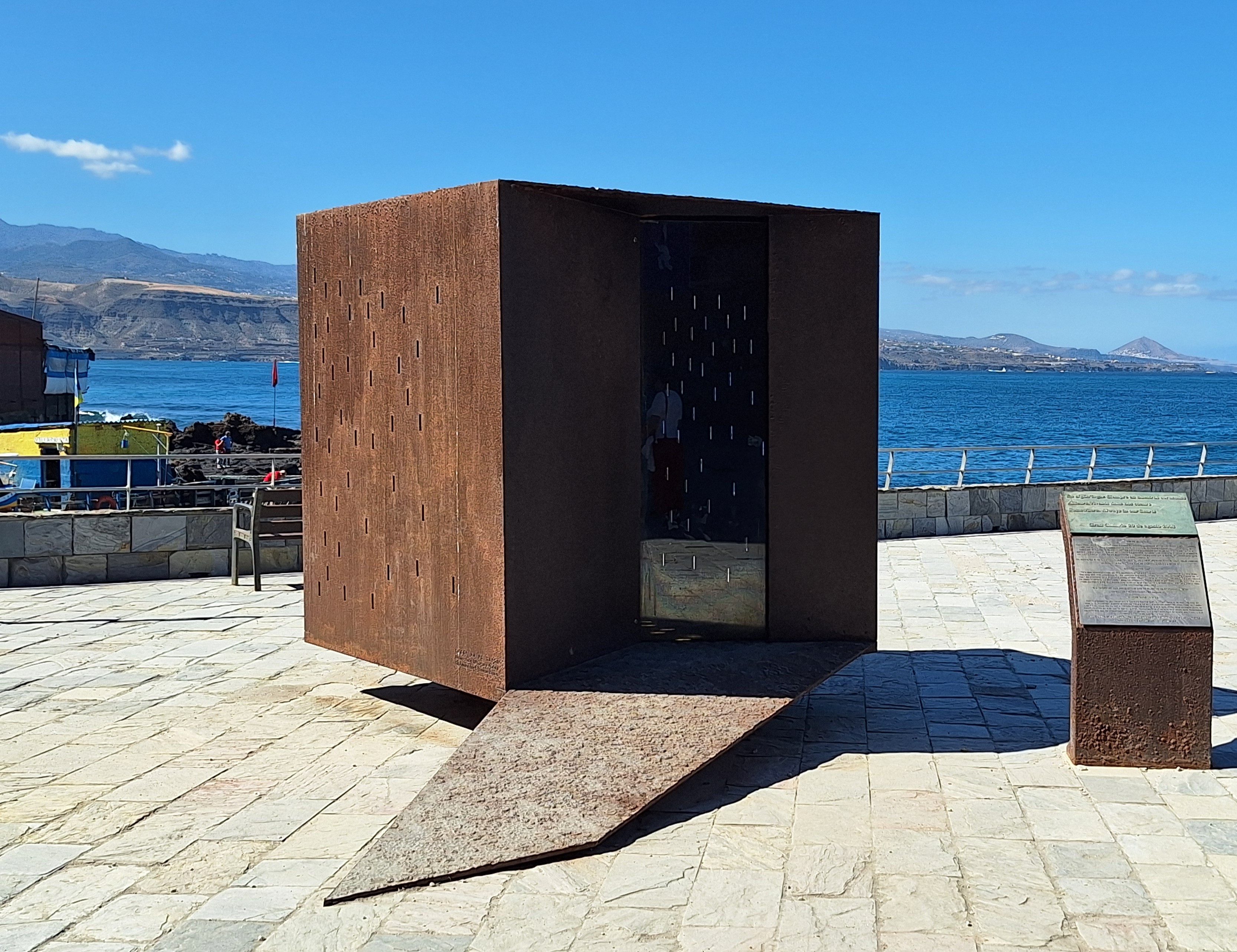
Skulptur Lichter der Leere in Las Palmas

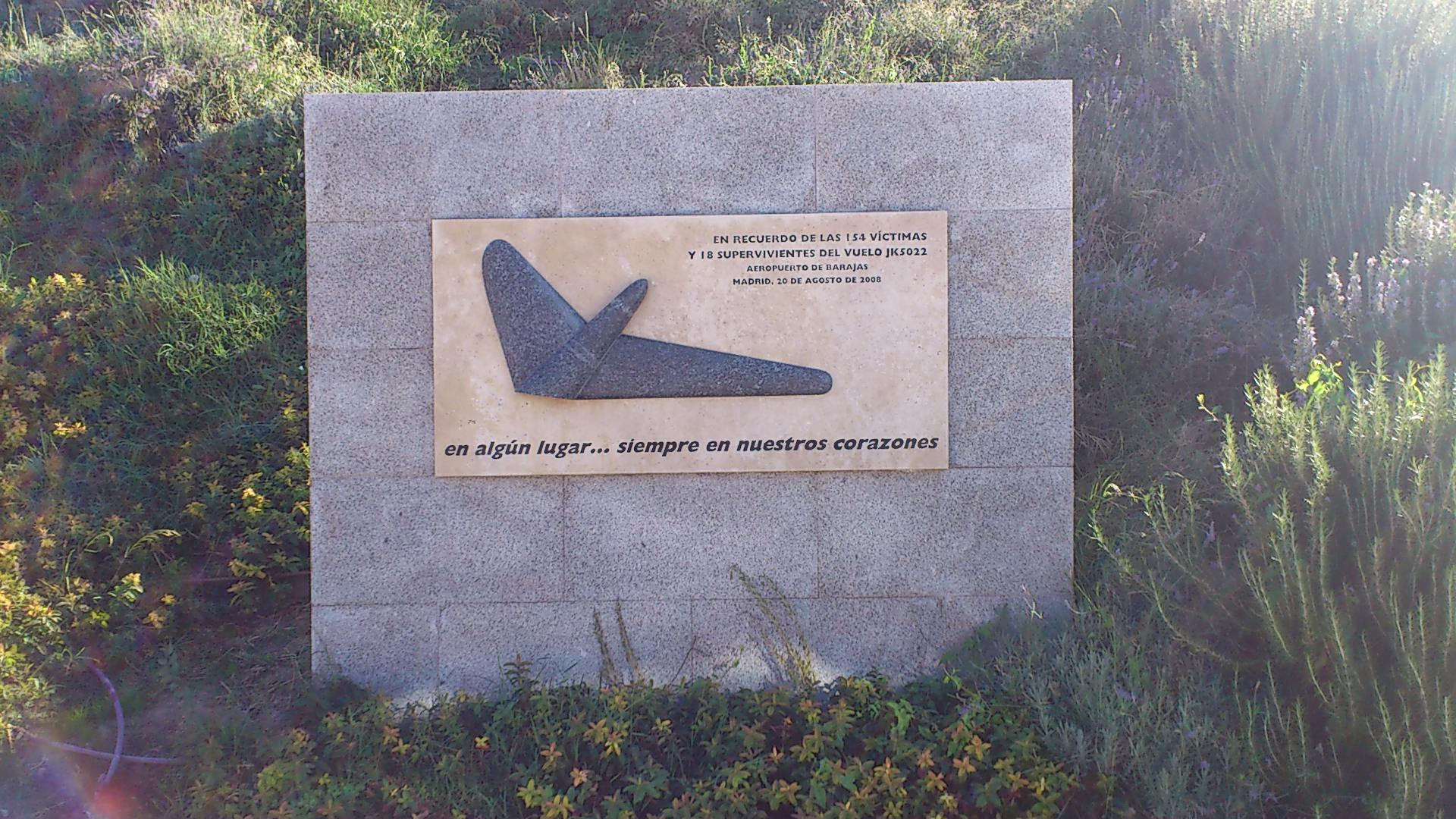
Plakette in Madrid

An die Opfer des Unglücks erinnern eine Gedenkplakette dem Parkplatz Campo de las Naciones in Madrid und die Skulptur Lichter der Leere auf einem Platz an der Calla Caleta in Las Palmas, dem Zielort des Fluges.

## Darstellung in Medien
- Fatale Verspätung. (Originaltitel: Deadly Delay). Mayday – Alarm im Cockpit [Staffel 15; Folge 7].